# Sefarina
Sefarina – перший у світі морський танкер для перевезення зрідженого нафтового газу (ЗНГ) з енергетичною установкою, розрахованою на використання зрідженого природного газу (ЗПГ). Варто відзначити, що за рік до Sefarina вже ввели в експлуатацію ЗНГ-газовоз на такому паливі Sirocco, проте він відносився до річкових суден.     
Споруджений весною 2015 на верфі Hoogezand Nieuwbouw у Нідерландах для компанії Chemgas (входить до німецької Jaegers Group). Судно має 2 вантажних танки загальним об’ємом 3000 м3.      
Енергетична установка включає двигун Wärtsilä 8L20DF потужністю 1,4 МВт, який може використовувати як традиційні нафтопродукти, так і ЗПГ. Останнє дозволяє значно скоротити викиди шкідливих речовин (сполуки сірки, а також оксиди азоту та діоксид вуглецю).
У липні 2015-го Sefarina стало першим судно, яке пройшло бункерування ЗПГ у порту Емсгафен (Гронінген, Нідерланди). У вересні того ж року воно стало першим морським судном, яке пройшло бункерування із автоцистерн в порту Антверпену (до того такі операції здійснювали лише річкові Argonon та Greenstream). Паливо при цьому постачається з терміналу ЗПГ у Зеєбрюгге.
Можливо також відзначити, що через кілька місяців після Sefarina стало до ладу споруджене на тій же верфі однотипне судно Sundowner.